# Catwalk
Catwalk  è una serie televisiva canadese in 49 episodi trasmessi per la prima volta nel corso di 2 stagioni dal 1992 al 1994.
La serie è basata sulla storia di sei giovani sulla ventina che hanno formato un gruppo chiamato Catwalk. Gli episodi sono incentrati sulle relazioni personali tra i componenti della band, sulle loro lotte per ottenere un contratto discografico e sulle loro performance musicali nei locali notturni. Il loro luogo di ritrovo principale è un loft di Los Angeles.

## Personaggi
- Johnny Camden (1992-1993), interpretato da	Keram Malicki-Sánchez.
- Hugo 'funky record shop guy' (1992-1993), interpretato da	Bruce Richardson.
- Sierra Williams, interpretato da	Lisa Butler.
- Addie (Atlas), interpretato da Robinson (1992-1993), interpretato da	Christopher Lee Clements.
- Jesse (Andrew Joseph), interpretato da Carlson, interpretato da	Paul Popowich.
- Mary Owens, interpretato da	Kelli Taylor.
- Maggi Holden (1994), interpretato da	Nicole de Boer.
- Nina Moore (1992-1994), interpretato da	Polly Shannon.
- Julia Owens (1992-1993), interpretato da	Brenda Bazinet.
- Daisy McKenzie (1992-1993), interpretato da	Neve Campbell.
- Joe Owens (1992-1993), interpretato da	Johnie Chase.
- Eddie Camden (1992-1993), interpretato da	Victor Ertmanis.
- Aunt Ellen (1992-1993), interpretato da	Jackie Richardson.
- Merlino (1992), interpretato da	David Fraser.
- Heidi (1993-1994), interpretato da	Alex Appel.
- Pamela (1994), interpretato da	Tracey Cook.
- Gus Danzig (1994), interpretato da	Ron Lea.
- Frank Calfa (1994), interpretato da	David Lee Russek.
- Benny Doulon (1994), interpretato da	Rob Stefaniuk.
- Wendy (1994), interpretato da	Chandra West.
- Kramer, interpretato da	Donald Burda.
- Billy K. (William Kramer), interpretato da, interpretato da	J.H. Wyman.

## Produzione
La serie fu prodotta da Catrun Productions e Franklin/Waterman Productions e girata a Toronto in Canada. Le musiche furono composte da Michael Landau, Kevin Savigar e Steve Tyrell (che composero il tema musicale) e Paul Hoffert.

### Registi
Tra i registi della serie sono accreditati:
- Jerry Ciccoritti
- Allan Kroeker
- Stacey Stewart Curtis
- Alan Erlich
- Eleanor Lindo
- Jorge Montesi
- Steve DiMarco
- Ken Girotti
- Bruce Pittman

## Distribuzione
La serie fu trasmessa Canada dal 1992 al 1994 sulla rete televisiva YTV. In Italia è stata trasmessa dal 1994 su RaiUno con il titolo Catwalk.
Alcune delle uscite internazionali sono state:
- in Canada il 1º ottobre 1992 (Catwalk)
- negli Stati Uniti a ottobre 1992 sulla rete MTV
- in Danimarca il 30 dicembre 1994
- in Francia (Catwalk)
- in Italia (Catwalk)

## Episodi
| Stagione         | Episodi | Prima TV Canada |
| ---------------- | ------- | --------------- |
| Prima stagione   | ?       | ?               |
| Seconda stagione | ?       | ?               |